# Thảm bại của quân Đức ở ngoại vi Moskva
Thảm bại của quân Đức ở ngoại vi Moskva (tiếng Nga: Разгром немецких войск под Москвой) là một phim tài liệu về chiến dịch bảo vệ Moskva của Hồng quân Liên Xô trong giai đoạn đầu Thế chiến II, ra đời năm 1941.

## Ê-kíp
- Phụ đề tiếng Anh: Albert Maltz, Elliot Paul

## Vinh danh
- Phim tài liệu xuất sắc nhất - Oscar (1943)
- Liên hoan phim Febio - Praha (2005)